# 瓦塚古墳
瓦塚古墳（かわらづかこふん）は、埼玉県行田市埼玉にある古墳。形状は前方後円墳。埼玉古墳群を構成する古墳の1つ。国の特別史跡に指定されている（特別史跡「埼玉古墳群」のうち）。

## 概要
- 墳丘長73.4メートル
- 後円部径36.2メートル・高さ4.8メートル
- 前方部幅45.0メートル・高さ4.6メートル

古墳群中6番目の大きさの中型前方後円墳。明治時代の初期、付近に瓦工が住んでいたことから、この名がある。6世紀前半の二子山古墳と並行する時代に築造されたと考えられている。二重の周濠が台形にめぐっており、西側くびれ部分の造り出しからは多くの須恵器が発掘された。他に円筒埴輪、盾形埴輪、武人埴輪、弾琴男子埴輪などが発掘されている。